# Francés Rainoard
Francés Rainoard (occità) o François Just Marie Raynouard (francès) (Brinhòla, Var, Provença-Alps-Costa Blava, 18 de setembre del 1761- Passy-lès-Paris, 27 d'octubre del 1836) fou un filòleg, historiador i dramaturg francès d'origen occità.

## Vida
Estudià al seminari menor a Ais de Provença i com a advocat a Draguinhan. El 1791 fou diputat suplent a l'Assemblea Legislativa i empresonat durant el Terror. El 1803 es dedicà definitivament a la literatura i es va establir a París, on els seus drames foren lloats per Napoleó I i es representaren a la Comédie Française. Es presentà a la Cambra dels Diputats en representació de Var. i fou elegit el 1805 i reelegit successivament el 1814 i 1815. Raynouard fou membre de la Legió d'honor (Légion d'honneur).

## Obra filològica
El 1807 fou escollit membre de l'Acadèmia Francesa i el 1809 abandonà el teatre per a dedicar-se als estudis literaris sobre els trobadors, tasca que marcà la "redescoberta" en el segle xix de la poesia trobadoresca. El 1816 fou escollit membre de l'Académie des inscriptions et belles-lettres en 1816 de la qual fou secretari de 1817 a 1827. Fou nomenat secretari perpetu de l'Acadèmia Francesa el 1817. Els seus estudis i edició de la poesia trobadoresca li han valgut que a vegades sigui anomenat el fundador de la filologia romànica. Tot i que algunes de les seves idees són absolutament errònies (com el suposar que les llengües romàniques provenen no del llatí sinó d'una llengua post-llatina, que ell anomenà "langue romane" i que identificà més o menys amb el provençal) és cert que feu el primer intent de gramàtica comparada de les llengües romàniques i que obrí camí per a altres estudiosos com Friedrich Diez.
Les seves obres principals són el Choix de poésies originales des troubadours (6 vols., 1816–1821). El sisè volum és el que conté la Grammaire comparée des langues de l'Europe latine, dans leurs rapports avec la langue des troubadours (1821), és a dir una gramàtica comparada de les llengües romàniques i les seves relacions amb la llengua dels trobadors. L'altra obra notable és el diccionari Lexique roman ou dictionnaire de la langue des troubadours (6 vols., 1838–1844), del qual el títol, "lexique roman", remet al concepte que mencionàvem, la "langue romane" d'on haurien sorgit les llengües romàniques actuals.
Les seves obres van influir en els futurs membres del Felibritge; també Goethe tingué coneixement de la poesia trobadoresca a través de les obres de Raynouard.
A Brinhòla se li ha dedicat un carrer i també un institut (lycée) porta el seu nom. També a París hi ha un carrer amb el seu nom.

## Obres
Teatre
- Caton d'Utique, tragèda, 1794, escrita durant l'empresonament
- Les Templiers, tragèda, 1805 (text disponible a www.mediterranees.net)
- Éléonore de Bavière, tragèdia, 1805
- Les états de Blois ou la mort du duc de Guise, tragèdia, 1809
- Don Carlos, tragèdia, no representada
- Débora, tragèdia, no representada
- Charles Ier, tragèdia, no representada
- Jeanne d'Arc à Orléans, tragèdia, no representada

Poesia
- Socrate au temple d'Aglaure, 1802

Història de la literatura - filologia
- Recherches sur l'antiquité de la langue romane, 1816
- Éléments de la grammaire de la langue romane, 1816
- La grammaire des troubadours, 1816
- Des troubadours et les cours d'amour, 1817
- Grammaire comparée des langues de l'Europe latine dans leurs rapports avec la langue des troubadours, 1821
- Choix des poésies originales des troubadours, 6 vol., 1816-1821
- Lexique de la langue des troubadours, 1824
- Nouveau choix des poésies originales des troubadours, 1836-1844
- Lexique roman ou Dictionnaire de la langue des troubadours, 6 vol., 1838-1844
  - Tome 1
  - Tome 2, A-C
  - Tome 3, D-K
  - Tome 4, L-P
  - Tome 5, Q-Z
  - Tome 6, Appendice, vocabulaire